# 新娘 (话剧)
}}
《新娘》是由杨婷导演的一部话剧，改编自莫里哀的多部剧本。

## 主创人员
导演：杨婷

监制：孟京辉

舞美设计：张武

灯光设计：王琦

## 演员
冯起龙 饰 大冯(有为青年)

黄湘丽 饰 丽丽(傻瓜新娘)

寇智国 饰 智国(成功商人)

刘畅 饰 小刘(有为青年)

齊溪 饰 溪溪(秘书小姐)

王泷正 饰 泷正(成功商人)

张紫淇 饰 淇淇(叛逆新娘)

赵红薇 饰 三姐(新娘教授)

## 剧情
一个叫泷正的商人把他的养女丽丽送进了三姐的新娘培训营，为的是把她培养成理想的新娘并娶她为妻，而丽丽在多年之后却爱上了另外一个人......

## 巡演历程
- 2011年

5月26日-6月5日，北京 蜂巢剧场
12月27日-1月8日，北京 蜂巢剧场
- 2012年

2月8日-2月18日，北京 国家大剧院小剧场